# David Lean
David Lean, född 25 mars 1908 i Croydon i London (i dåvarande Surrey), död 16 april 1991 i London, var en brittisk filmregissör. 

## Biografi
David Lean var en av 1900-talets ledande filmregissörer. År 1930 blev han huvudredaktör för Gaumont Sound News, som han sedan lämnade och flyttade till British Movietone News. Den här gången ville man se om han hade talang att bli en skådespelare. David Lean var först en respekterad filmklippare tills in på 1940-talet då han regisserade filmen Havet är vårt öde (1942). Visserligen regisserade han den inte själv utan tillsammans med Noel Coward som skrev manus till några av David Leans senare filmer.
David Lean har gjort filmer som Kort möte (1945), Oliver Twist (1948), Längtan (1948), Svindlande rymder (1952), Bron över floden Kwai (1957), Lawrence av Arabien (1962) Doktor Zjivago (1965) samt En färd till Indien (1984).
Åren 1949-1957 var han gift med skådespelaren Ann Todd, som medverkade i flera av hans filmer.

## Filmografi i urval

### Regi
- 1941 – Major Barbara
- 1942 – Havet är vårt öde
- 1944 – De lyckliga åren
- 1945 – Min fru går igen
- 1945 – Kort möte
- 1946 – Lysande utsikter
- 1948 – Oliver Twist
- 1949 – Längtan
- 1950 – Madeleine
- 1952 – Svindlande rymder
- 1954 – Vad kvinnan vill
- 1955 – Sommarens dårskap
- 1957 – Bron över floden Kwai
- 1962 – Lawrence av Arabien
- 1965 – Mannen från Nasaret
- 1965 – Doktor Zjivago
- 1970 – Ryans dotter
- 1984 – En färd till Indien

### Klippare
- 1936 – As You Like It
- 1938 – Pygmalion
- 1941 – Major Barbara
- 1941 – 49:e breddgraden
- 1942 – Ett av våra bombplan saknas
- 1942 – Havet är vårt öde
- 1984 – En färd till Indien

## Priser och utmärkelser
Tre av Leans filmer återfinns bland de fem översta på British Film Institutes (BFI) lista över de 100 största brittiska filmerna från 1900-talet, som röstades fram 1999. Kort möte på plats två, Lawrence av Arabien på plats tre och Lysande utsikter på plats fem. Lean vann två Oscar för bästa regi för Bron över floden Kwai och Lawrence av Arabien. Han vann tre Golden Globe Awards i kategorin bästa regi - spelfilm för Doktor Zjivago, Bron över floden Kwai och Lawrence av Arabien.
Asteroiden 7037 Davidlean är uppkallad efter honom.